# Nathalie Wappler
Nathalie Wappler Hagen (* 1968 in St. Gallen) ist eine schweizerisch-deutsche Journalistin. Seit März 2019 ist sie Direktorin von Schweizer Radio und Fernsehen (SRF) und seit 2020 stellvertretende Generaldirektorin der SRG.

## Leben und Leistungen
Wappler wuchs in Kreuzlingen auf. Sie studierte Geschichte, Kunstgeschichte, Politische Wissenschaften und Germanistik und schloss ihr Studium in den 1990er-Jahren an der Universität Konstanz mit dem Magister Artium ab. Auslandsstudien führten sie an die Universität von Bristol in Grossbritannien und an die Stanford-Universität in Kalifornien.
Ihre ersten Berufsjahre verbrachte sie als Redaktorin und Chef vom Dienst der Sendung «Kulturzeit» (3sat) sowie als Redaktorin für die vom WDR produzierte ARD-Talkshow «Joachim Gauck», des wöchentlichen ZDF-Kulturmagazins «aspekte» und der wöchentlichen ZDF-Gesprächssendung «Maybrit Illner».
Von 2005 bis zum Wechsel zum Mitteldeutschen Rundfunk war Wappler in verschiedenen Funktionen beim öffentlich-rechtlichen Schweizer Fernsehen tätig, das 2011 mit dem Schweizer Radio DRS zum Schweizer Radio und Fernsehen (SRF) fusionierte. Hier arbeitete sie in den ersten Jahren unter anderem als Redaktorin und Produzentin des wöchentlichen Magazins «Kulturplatz» sowie als Redaktionsleiterin und Gesprächsleiterin der Sendungen «Sternstunde» (Philosophie, Religion, Kunst).
Von 2009 an begleitete sie als Projektmanagerin in verantwortlicher Funktion verschiedene grundlegende Veränderungsprozesse beim Schweizer Radio und Fernsehen, entwickelte Strategien für ein modernes Kulturradio, neue Film- und Serienstrategien und trimediale Arbeitsplatzmodelle. Sie war Abteilungsleiterin Kultur des Schweizer Radio und Fernsehens und in dieser Funktion Mitglied der SRF-Geschäftsleitung, ausserdem Mitglied der Geschäftsleitung des deutschsprachigen Gemeinschaftssenders 3sat sowie Aufsichtsrätin des internationalen Programmvermarktungsunternehmens Telepool.
Am 9. Mai 2016 stimmte der Rundfunkrat des Mitteldeutschen Rundfunks dem Vorschlag von Intendantin Karola Wille zu, Wappler zum 1. November 2016 zur Programmdirektorin des MDR in Halle zu berufen. Im November 2018 wurde Wappler vom Verwaltungsrat SRG SSR einstimmig zur Direktorin von SRF gewählt, in Nachfolge von Ruedi Matter. Im März 2019 trat sie ihre Stelle an. Seit 2020 ist sie die stellvertretende Generaldirektorin SRG, sie folgte auf Ladina Heimgartner. Sie ist Verwaltungsrätin bei Mediapulse.
Wappler war bis zu seinem Tod 2022 mit dem Radiomacher und Medienwissenschaftler Wolfgang Hagen verheiratet. Sie ist schweizerisch-deutsche Doppelbürgerin.